# Лі Янян
Лі Янян (кит.: 李岩岩; нар. 18 червня 1981, Ліньї, провінція Шаньдун) — китайський борець греко-римського стилю, чемпіон світу, бронзовий призер чемпіонату Азії, учасник Олімпійських ігор.

## Життєпис
Боротьбою почав займатися з 2000 року.
Виступав за борцівський клуб Шаньдуну. Тренер — Лі Гуо.

## Спортивні результати на міжнародних змаганнях

### Виступи на Олімпіадах
| Змагання                    | Збірна | Вагова категорія                 | Місце |
| --------------------------- | ------ | -------------------------------- | ----- |
| Літні Олімпійські ігри 2008 | Китай  | греко-римська боротьба, до 66 кг | 10    |

### Виступи на Чемпіонатах світу
| Змагання                        | Збірна | Вагова категорія                 | Місце  |
| ------------------------------- | ------ | -------------------------------- | ------ |
| Чемпіонат світу з боротьби 2005 | КНР    | греко-римська боротьба, до 66 кг | 7      |
| Чемпіонат світу з боротьби 2006 | КНР    | греко-римська боротьба, до 66 кг | Золото |
| Чемпіонат світу з боротьби 2007 | КНР    | греко-римська боротьба, до 66 кг | 18     |

### Виступи на Чемпіонатах Азії
| Змагання                       | Збірна | Вагова категорія                 | Місце  |
| ------------------------------ | ------ | -------------------------------- | ------ |
| Чемпіонат Азії з боротьби 2005 | КНР    | греко-римська боротьба, до 66 кг | Бронза |
| Чемпіонат Азії з боротьби 2006 | КНР    | греко-римська боротьба, до 66 кг | 5      |
| Чемпіонат Азії з боротьби 2008 | КНР    | греко-римська боротьба, до 66 кг | 8      |

### Виступи на інших змаганнях
| Змагання                   | Збірна | Вагова категорія                 | Місце |
| -------------------------- | ------ | -------------------------------- | ----- |
| Кубок Азії з боротьби 2003 | КНР    | греко-римська боротьба, до 66 кг | 6     |